# Clerodendrum
Clerodendrum és un gènere de plantes amb flors dins la família Lamiàcia. Actualment es classifica dins la subfamília Ajugoideae, essent un dels gèneres transferits des de Verbenàcia a Lamiàcia a la dècada de 1990.
L'estimació del nombre de les seves espècies varia entre les 150 i les 450. L'espècie tipus és Clerodendrum infortunatum. És planta nativa de Sri Lanka i les Illes Andaman.
Són arbusts, lianes o arbrets. Clerodendrum fistulosum i Clerodendrum myrmecophila tenen les tiges buides on habiten formigues. Clerodendrum trichotomum és una planta ornamental comuna.

## Algunes espècies
| - Clerodendrum brachystemon - Clerodendrum bracteatum Wall. ex Walp. - Clerodendrum bungei Steud. - Clerodendrum canescens - Clerodendrum chinense (Osbeck) Mabb. - Clerodendrum colebrookianum Walp. - Clerodendrum confine - Clerodendrum cyrtophyllum Turcz. - Clerodendrum ervatamioides - Clerodendrum floribundum R.Br. - Clerodendrum formicarum - Clerodendrum fortunatum - Clerodendrum fragrans - Clerodendrum garrettianum | - Clerodendrum glabrum - Clerodendrum globuliflorum - Clerodendrum griffithianum - Clerodendrum hainanense - Clerodendrum henryi - Clerodendrum indicum (L.) Kuntze - Clerodendrum infortunatum L. - Clerodendrum intermedium Cham. - Clerodendrum japonicum (Thunb.) Sweet - Clerodendrum kaichianum - Clerodendrum kiangsiense - Clerodendrum kwangtungense - Clerodendrum lindleyi - Clerodendrum longilimbum - Clerodendrum luteopunctatum | - Clerodendrum mandarinorum - Clerodendrum paniculatum L. - Clerodendrum peii - Clerodendrum phlomidis - Clerodendrum quadriloculare (Blanco) Merr. - Clerodendrum speciosissimum - Clerodendrum splendens G.Don - Clerodendrum subscaposum - Clerodendrum tibetanum - Clerodendrum thomsoniae Balf. - Clerodendrum tomentosum (Vent.) R.Br. - Clerodendrum trichotomum Thunb. - Clerodendrum villosum Blume - Clerodendrum wallichii Merr. - Clerodendrum yunnanense |

### Anteriorment ubicades en aquest gènere
- Pseudocaryopteris foetida (D.Don) P.D.Cantino (com C. foetidum D.Don)
- Rotheca incisa (Klotzsch) Steane & Mabb. (com C. incisum Klotzsch or C. macrosiphon Hook.f.)
- Rotheca myricoides (Hochst.) Steane & Mabb. (com C. myricoides (Hochst.) Vatke or C. ugandense Prain)
- Rotheca serrata (L.) Steane & Mabb. (com C. serratum (L.) Moon)
- Volkameria aculeata L. (com C. aculeatum (L.) Schltdl.)
- Volkameria glabra (E.Mey.) Mabb. & Y.W.Yuan (com C. glabrum E.Mey.)
- Volkameria inermis L. (com C. inerme (L.) Gaertn.)
- Volkameria ligustrina Jacq. (com C. ligustrinum (Jacq.) R.Br.)[8]

## Història
Clerodendrum va ser nomenat per Linnaeus en Species Plantarum el 1753. El nom científic deriva del grec, kleros, que significa "destí" o "clergue", i dendron, "un arbre".